# Volta a Catalunya de 1913
La Volta a Catalunya de 1913 fou la tercera edició de la Volta a Catalunya. La prova es disputà en tres etapes entre el 6 i el 8 de setembre de 1913, per un total de 445,783 km. El vencedor final fou el català Joan Martí, per davant d'Antoni Crespo, el qual basà la seva victòria en la gran diferència obtinguda en el transcurs de la primera etapa, amb final a Lleida.
La cursa fou iniciada per 23 ciclistes. D'aquests, 20 finalitzaren la primera etapa, 13 la segona i 12 arribaren a Barcelona, arribant el darrer classificat a més de 8 hores del vencedor.

## Classificació final
| Pos. | Ciclista         | Temps       |
| 1    | Joan Martí       | 18h 56' 23  |
| 2    | Antoni Crespo    | + 18' 13    |
| 3    | Guillermo Antón  | + 50' 32    |
| 4    | Francesc Túnica  | + 1h 25' 28 |
| 5    | Joaquim Ansón    | + 1h 27' 19 |
| 6    | Pascual Service  | + 1h 34' 39 |
| 7    | Tomás Fuentes    | + 2h 51' 49 |
| 8    | Salvador Marqués | + 2h 58' 21 |
| 9    | Jaime Mezquita   | + 3h 01' 07 |
| 10   | Víctor Sammarini | + 4h 18' 52 |

## Etapes
| Etapa | Data          | Recorregut          | km         | Vencedor d'etapa | Líder de la general |
| ----- | ------------- | ------------------- | ---------- | ---------------- | ------------------- |
| 1a    | 6 de setembre | Barcelona - Lleida  | 190,34 km  | Joan Martí       | Joan Martí          |
| 2a    | 7 de setembre | Lleida - Manresa    | 128,2 km   | Antoni Crespo    | Joan Martí          |
| 3a    | 8 de setembre | Manresa - Barcelona | 127,243 km | Antoni Crespo    | Joan Martí          |

### Etapa 1. Barcelona - Lleida. 190,34 km
|   | Ciclista        | Temps      |
| - | --------------- | ---------- |
| 1 | Joan Martí      | 7h 46' 44" |
| 2 | Antoni Crespo   | + 23' 18"  |
| 3 | Francesc Túnica | + 29' 19"  |

|   | Ciclista        | Temps      |
| - | --------------- | ---------- |
| 1 | Joan Martí      | 7h 46' 44" |
| 2 | Antoni Crespo   | + 23' 18"  |
| 3 | Francesc Túnica | + 29' 19"  |

### Etapa 2. Lleida - Manresa. 128,2 km
|   | Ciclista        | Temps      |
| - | --------------- | ---------- |
| 1 | Antoni Crespo   | 5h 52' 09" |
| 2 | Joan Martí      | + 1"       |
| 3 | Guillermo Antón | + 4"       |

|   | Ciclista        | Temps       |
| - | --------------- | ----------- |
| 1 | Joan Martí      | 13h 38' 54" |
| 2 | Antoni Crespo   | + 23' 17"   |
| 3 | Guillermo Antón | + 34' 32"   |

### Etapa 3. Manresa - Barcelona. 127,243 km
|   | Ciclista      | Temps      |
| - | ------------- | ---------- |
| 1 | Antoni Crespo | 5h 12' 25" |
| 2 | Joan Martí    | + 5' 04"   |
| 3 | Joaquim Ansón | + 6' 38"   |

|   | Ciclista        | Temps      |
| - | --------------- | ---------- |
| 1 | Joan Martí      | 18h 56' 23 |
| 2 | Antoni Crespo   | + 18' 13   |
| 3 | Guillermo Antón | + 50' 32   |